# Hoa hậu Hoàn vũ Tiffany

Logo cuộc thi năm 2017 (20th anniversary - Living the Dream).

Hoa hậu Hoàn vũ Tiffany (tiếng Thái: มิสทิฟฟานี่ยูนิเวิร์ส) là cuộc thi sắc đẹp dành cho những người phụ nữ chuyển giới Thái Lan. Giải hoa hậu được tổ chức thường niên vào khoảng giữa tháng 5 tại thành phố Pattaya của nước này kể từ năm 1984.
Cuộc thi chấp nhận tất cả các nữ thí sinh chuyển giới, dù là đã hoặc chưa trải qua phẫu thuật xác định lại giới tính. "Ladyboy" và "kathoey" lần lượt là những từ phổ biến ở Thái Lan để gọi những đàn ông đồng tính và những người phụ nữ chuyển giới.  Mỗi năm, có khoảng 100 thí sinh từ mọi miền đất nước tham gia cuộc thi này. Họ bắt buộc phải có quốc tịch Thái Lan và trong đột uổi từ 18 đến 25. Ngoài ra, các cô gái chưa đủ 20 tuổi muốn dự thi cần có thêm sự đồng ý của cha mẹ/người bảo hộ. Thí sinh tham dự giải hoa hậu Tiffany đa dạng về xuất thân, họ có thể là sinh viên, bác sĩ, kỹ sư, v.v.. Ban giám khảo của cuộc thi đánh giá và lựa chọn ứng cử viên trên phương diện ngoại hình và nhân cách dựa trên những chuẩn mực của một người phụ nữ.    
Hoa hậu Hoàn vũ Tiffany sẽ nhận được vương miện, tiền thưởng, kèm theo trang sức và một chiếc xe ô tô Honda Jazz cũng như những phần quà khác từ nhà tài trợ. Bên cạnh ngôi vị Hoa hậu, cuộc thi còn có các giải phụ khác là Miss Photogenic (Hoa hậu ăn ảnh), Miss Sexy Star (Hoa hậu quyến rũ), Miss Congeniality (Hoa hậu thân thiện) và Miss Popular Vote (Hoa hậu được khán giả bình chọn). Hoa hậu Hoàn vũ Tiffany sẽ là đại diện chính thức được cử tham dự Miss International Queen (Hoa hậu chuyển giới Quốc tế).
Đây là cuộc thi nhận được sự quan tâm theo dõi của truyền thông khi được tường thuật trực tiếp trên đài truyền hình quốc gia Thái Lan với con số trung bình hàng năm vào khoảng 15 triệu người xem.
Giải Hoa hậu Hoàn vũ Tiffany là cuộc thi đã được đăng ký thương hiệu, trực thuộc công ty Tiffany's Show Pattaya Co., Ltd. Tổ chức này tham gia vào các hoạt động từ thiện ở Thái Lan cũng như quỹ phòng chống bệnh AIDS của cộng đồng. Cuộc thi tổ chức với mục đích mang lại sự công bằng giới tính, không phân biệt đối xử trong và ngoài cộng đồng LGBT Thái Lan. Đây cũng là giải hoa hậu mở ra nhiều cơ hội nâng cao tài chính và được công chúng biết đến cho các thí sinh tham dự.

## Các hoa hậu qua từng năm
| Năm  | Miss Tiffany's Universe                     | Tỉnh thành          | Địa điểm tổ chức                | Tỉnh đăng cai | Số người dự thi |
| ---- | ------------------------------------------- | ------------------- | ------------------------------- | ------------- | --------------- |
| 2022 | Arisara Kankla                              | Ubon Ratchathani    | Tiffany's Show Theatre, Pattaya | Chon Buri     | 31              |
| 2020 | Kwanlada Rungrojampa                        | Nakhon Pathom       | Tiffany's Show Theatre, Pattaya | Chon Buri     | 30              |
| 2019 | Ruethaipreeya Nuanglee                      | Khon Kaen           | Tiffany's Show Theatre, Pattaya | Chon Buri     | 32              |
| 2018 | Kanwara Kaewjin                             | Prachuap Khiri Khan | Tiffany's Show Theatre, Pattaya | Chon Buri     | 30              |
| 2017 | Rinrada Thurapan                            | Roi Et              | Tiffany's Show Theatre, Pattaya | Chon Buri     | 30              |
| 2016 | Jiratchaya Sirimongkolnawin                 | Bangkok             | Tiffany's Show Theatre, Pattaya | Chon Buri     | 30              |
| 2015 | Sopida Siriwattananukoon                    | Nonthaburi          | Tiffany's Show Theatre, Pattaya | Chon Buri     | 30              |
| 2014 | Nitsa Katrahong                             | Prachuab Khiri Khan | Tiffany's Show Theatre, Pattaya | Chon Buri     | 30              |
| 2013 | Nethnapada Kanrayanon                       | Samut Prakan        | Tiffany's Show Theatre, Pattaya | Chon Buri     | 30              |
| 2012 | Panvilas Mongkol                            | Bangkok             | Tiffany's Show Theatre, Pattaya | Chon Buri     | 30              |
| 2011 | Sirapassorn Atthayakorn                     | Chiang Mai          | Tiffany's Show Theatre, Pattaya | Chon Buri     | 30              |
| 2010 | Nalada Thamthanakorn                        | Bangkok             | Tiffany's Show Theatre, Pattaya | Chon Buri     | 30              |
| 2009 | Wirittorn Narapatpimol (người kế nhiệm mới) | Bangkok             | Tiffany's Show Theatre, Pattaya | Chon Buri     | 30              |
| 2009 | Sorawee Nattee (bị tước danh hiệu)          | Songkhla            | Tiffany's Show Theatre, Pattaya | Chon Buri     | 30              |
| 2008 | Kangsadal Wongdutsadeekul                   | Kanchanaburi        | Tiffany's Show Theatre, Pattaya | Chon Buri     | 30              |
| 2007 | Thanyarat Jiraphatpakorn                    | Maha Sarakham       | Tiffany's Show Theatre, Pattaya | Chon Buri     | 30              |
| 2006 | Ratravee Jirapraphakul                      | Lopburi             | Tiffany's Show Theatre, Pattaya | Chon Buri     | 30              |
| 2005 | Tiptantree Rujiranon                        | Sing Buri           | Tiffany's Show Theatre, Pattaya | Chon Buri     | 30              |
| 2004 | Treechada Petcharat                         | Phang Nga           | Tiffany's Show Theatre, Pattaya | Chon Buri     | 30              |
| 2003 | Pantawan Jaruwatthananukul                  | Bangkok             | Tiffany's Show Theatre, Pattaya | Chon Buri     | 30              |
| 2002 | Thanyaporn Aunyasiri                        | Bangkok             | Tiffany's Show Theatre, Pattaya | Chon Buri     | 30              |
| 2001 | Piyathida Sakulthai                         | Bangkok             | Tiffany's Show Theatre, Pattaya | Chon Buri     | 30              |
| 2000 | Chanya Moranon                              | Bangkok             | Tiffany's Show Theatre, Pattaya | Chon Buri     | 30              |
| 1999 | Phatreeya Siri-ngamwong                     | Nakhon Si Thammarat | Tiffany's Show Theatre, Pattaya | Chon Buri     | 30              |
| 1998 | Thanakorn Wongprasert                       | Bangkok             | Tiffany's Show Theatre, Pattaya | Chon Buri     | 30              |
| 1984 | Perada Ratchadakorn                         | Bangkok             | Tiffany's Show Theatre, Pattaya | Chon Buri     | 30              |

## Danh sách hoa hậu
Ghi chú:
     Hoa hậu
     Á hậu
     Vào vòng cuối cùng
| Năm                                        | Hoa hậu Hoàn vũ Tiffany     | Quê quán            | Danh hiệu tại Miss International Queen | Danh hiệu tại Miss International Queen          |
| Năm                                        | Hoa hậu Hoàn vũ Tiffany     | Quê quán            | Chính                                  | Phụ                                             |
| ------------------------------------------ | --------------------------- | ------------------- | -------------------------------------- | ----------------------------------------------- |
| 2022                                       | Arisara Kankla              | Ubon Ratchathani    | TBA                                    | TBA                                             |
| 2020                                       | Kwanlada Rungrojampa        | Nakhon Pathom       | Top 6                                  |                                                 |
| 2019                                       | Ruethaipreeya Nuanglee      | Khon Kaen           | Á hậu 1                                |                                                 |
| 2018                                       | Kanwara Kaewcheen           | Prachuap Khiri Khan | Á hậu 1                                | - Hoa hậu ăn ảnh                                |
| 2017                                       | Rinrada Thurapan            | Roi Et              | Á hậu 2                                |                                                 |
| 2016                                       | Jiratchaya Sirimongkolnawin | Bangkok             | Miss International Queen 2016          | - Miss Ripleys Popular World                    |
| 2015                                       | Ssopida Siriwattananukoon   | Nonthaburi          | Á hậu 2                                | - Hoa hậu ăn ảnh                                |
| 2014                                       | Nitsa Katrahong             | Prachuab Khiri Khan | Á hậu 1                                | - Hoa hậu ăn ảnh - Trang phục quốc gia đẹp nhất |
| 2013                                       | Nethnapada Kanrayanon       | Samut Prakan        | Á hậu 2                                | - Hoa hậu ăn ảnh                                |
| 2012                                       | Panvilas Mongkol            | Bangkok             | Á hậu 2                                |                                                 |
| 2011                                       | Sirapassorn Atthayakorn     | Chiang Mai          | Miss International Queen 2011          | - Hoa hậu có làn da đẹp nhất (Asoke Skin)       |
| 2010                                       | Nalada Thamthanakorn        | Bangkok             | Top 10                                 | - Trang phục dạ hội đẹp nhất                    |
| 2008-09                                    | Sorawee Nattee              | Songkhla            | Top 10                                 | - Trang phục quốc gia đẹp nhất                  |
| 2008-09                                    | Kangsadal Wongdutsadeekul   | Kanchanaburi        | Á hậu 1                                | - Hoa hậu ăn ảnh                                |
| 2007                                       | Thanyarat Jiraphatpakorn    | Maha Sarakham       | Miss International Queen 2007          |                                                 |
| 2006                                       | Ratravee Jirapraphakul      | Lopburi             | Á hậu 2                                |                                                 |
| 2005                                       | Tiptantree Rujiranon        | Sing Buri           | Á hậu 2                                |                                                 |
| 2004                                       | Treechada Petcharat         | Phang Nga           | Miss International Queen 2004          | - Trang phục áo tắm đẹp nhất                    |
| Đại diện dự thi Miss Queen of the Universe |                             |                     |                                        |                                                 |
| 2003                                       | Pantawan Jaruwatthananukul  | Bangkok             |                                        |                                                 |
| 2002                                       | Thanyaporn Aunyasiri        | Bangkok             | Miss Queen of the Universe 2002        | - Hoa hậu thân thiện                            |
| 2001                                       | Piyathida Sakulthai         | Bangkok             |                                        |                                                 |
| 2000                                       | Chanya Moranon              | Bangkok             | Miss Queen of the Universe 2000        | - Trang phục dạ hội đẹp nhất                    |
| 1999                                       | Phatreeya Siri-ngamwong     | Nakhon Si Thammarat | Miss Queen of the Universe 1999        | - Trang phục dạ hội đẹp nhất                    |
| 1998                                       | Thanakorn Wongprasert       | Bangkok             |                                        |                                                 |

### Các tỉnh thành có nhiều hoa hậu nhất
| Tỉnh/Thành phố      | Số lượng hoa hậu | Năm đăng quang                                        |
| ------------------- | ---------------- | ----------------------------------------------------- |
| Bangkok             | 9                | 1998, 2000, 2001, 2002, 2003, 2009*, 2010, 2012, 2016 |
| Prachuap Khiri Khan | 2                | 2014, 2018                                            |
| Ubon Ratchathani    | 1                | 2022                                                  |
| Khoi Kaen           | 1                | 2019                                                  |
| Roi Et              | 1                | 2017                                                  |
| Nonthaburi          | 1                | 2015                                                  |
| Samut Prakan        | 1                | 2013                                                  |
| Chiang Mai          | 1                | 2011                                                  |
| Songkhla            | 1                | 2009                                                  |
| Kanchanaburi        | 1                | 2008                                                  |
| Maha Sarakham       | 1                | 2007                                                  |
| Lopburi             | 1                | 2006                                                  |
| Sing Buri           | 1                | 2005                                                  |
| Phang Nga           | 1                | 2004                                                  |
| Nakhon Si Thammarat | 1                | 1999                                                  |

### Các vùng miền có nhiều hoa hậu nhất
| Vùng                | Số lượng hoa hậu | Số lượng hoa hậu                                               |
| ------------------- | ---------------- | -------------------------------------------------------------- |
| Vùng đô thị Bangkok | 12               | Bangkok(9), Samut Prakan(1), Nonthaburi(1), Nakhon Pathom(1)   |
| Đông Bắc            | 4                | Maha Sarakham(1), Roi Et(1), Khon Kaen(1), Ubon Ratchathani(1) |
| Miền Nam            | 3                | Songkhla(1), Phang Nga(1), Nakhon Si Thammarat(1)              |
| Miền Tây            | 3                | Kanchanaburi(1), Prachuap Khiri Khan(2)                        |
| Miền Trung          | 2                | Sing Buri(1), Lopburi(1)                                       |
| Miền Bắc            | 1                | Chiang Mai(1)                                                  |
| Miền Đông           | 0                |                                                                |